# Franz Hodjak
Franz Hodjak (n. 27 septembrie 1944, Sibiu, România – d. 6 iulie 2025, Usingen, Hessa, Germania) a fost un scriitor german originar din România. 
După ce și-a îndeplinit stagiul militar și a lucrat ca muncitor necalificat, a studiat filologia (germana - română) la Cluj, absolvind facultatea în anul 1970.
Între 1970 și 1992 a fost editor și traducător la Editura Dacia din Cluj. A scris mai ales poezii. 
Este unul dintre traducătorii cei mai prolifici ai generației sale. Paralel cu creația proprie a tradus în limba germană poezii de Ana Blandiana, Adrian Popescu, Aurel Rău (1981), Eugen Jebeleanu (1983), Alexandru Căprariu (1987).
În 1992 Hodjak a emigrat în Germania. A trăit la Usingen în Taunus.

## Scrieri
- Brachland. Gedichte, Cluj, Editura Dacia, 1970
- Spielräume. Gedichte & Einfälle, București, Editura Kriterion, 1974
- Offene Briefe, 1976
- Das Maß der Köpfe; Halbphantastische Texte, București, Editura Kriterion, 1978
- mit Polly Knall spricht man über selbstverständliche dinge als wären sie selbstverständlich, București, Editura Kriterion, 1979
- Die humoristischen Katzen. Kinderverse, București, Editura Kriterion, 1979
- Țigări umede și dor de călătorie (poeme), Editura Dacia, 1980.
- flieder in ohr, București, Editura Kriterion, 1983
- Der Hund Joho (Carte pentru copii), București, Editura Kriterion, 1985
- Augenlicht, 1986
- Fridolin schlüpft aus dem Ei. (Carte pentru copii), București, Editura Kriterion, 1986
- Friedliche Runde. Prosa, București, Editura Kriterion, 1987
- Luftveränderung, București, Editura Kriterion, 1988
- Sehnsucht nach Feigenschnaps, 1988
- Siebenbürgische Sprechübung, 1990. ISBN 3-518-11622-3
- Zahltag (Erzählungen), Editura Suhrkamp, Frankfurt am Main, 1991. ISBN 3-518-40381-8, ISBN 9783518403815
- Franz, Geschichtensammler, Frankfurt am Main, 1992. ISBN 3-518-11698-3
- Landverlust, Frankfurt am Main, 1993. ISBN 3-518-40548-9
- Grenzsteine, Frankfurt am Main, 1995. ISBN 3-518-40688-4
- Ankunft Konjunktiv, Frankfurt am Main, 1997. ISBN 3-518-40905-0
- Der Sängerstreit, Frankfurt am Main, 2000. ISBN 3-518-41124-1
- Ein Koffer voll Sand, Frankfurt am Main, 2003. ISBN 3-518-41394-5
- Was wäre schon ein Unglück ohne Worte, Aphorismen und Notate, Edition ERATA, 2006
- Die Faszination eines Tages, den es nicht gibt, Weilerswist, 2009, ISBN 978-3-941037-04-5
- Der, der wir sein möchten ist schon vergeben, Fernwald 2013, ISBN 978-3-923915-05-7
- Der Gedanke, mich zu entführen, bot sich an, Dresden 2013, ISBN 978-3-941209-28-2
- Was nie wieder kommt, Wenzendorf 2022, ISBN 978-3-947883-34-9
- Alles wurde privatisiert, selbst die Funklöcher und die Schatten in Platons Höhle, Dresden, 2022, ISBN 978-3-941209-76-3
- Hin und nicht zurück, Berlin, 2022, ISBN 978-3-947238-39-2
- Gedenkminute für verschollene Sprachen, Leipzig, 2022, ISBN 978-3-86660-292-2

## Prezent în antologii
- Vînt potrivit pînă la tare. Zece tineri poeți germani din România, antologie și postfață de Peter Motzan, în românește de Ioan Muslea, cuvânt înainte de Mircea Iorgulescu, Editura Kriterion, București, 1982. Poeții antologați sunt: Anemone Latzina, Franz Hodjak, Rolf-Frieder Marmont, Johann Lippet, William Totok, Richard Wagner, Rolf Bossert, Hellmut Seiler și Horst Samson, Helmut Britz.

- A fost inclus în antologia bilingvă Scriitori germani din România de după 1945, apărută în 2012 la Editura Curtea Veche[11].

## Traduceri
- Engelernte, poeme, "La cules de îngeri" de Ana Blandiana, ediție bilingvă, traducere în limba germană de Franz Hodjak, postfață de Peter Motzan, editura Ammann, Zürich.[12]
- Die Nacht der Schwellen, "Noaptea pragurilor" - 1973 de Mircea Opriță, 1983 [13]
- Auf diese Weise schlaf ich eigentlich weniger de Aurel Rău, Editura Kriterion, București, 1980

## Distincții
- 1976 Premiul Uniunii Scriitorilor din România
- 1982 Premiul pentru scriitori al orașului Mannheim
- 1990 Georg-Maurer-Preis Leipzig
- 1990 Premiul landului Carintia ca parte a Ingeborg-Bachmann-Preis
- 1991 Premiul pentru literatură a BDI (Societatea industrie germane)
- 1992 premiu de onoare la Andreas-Gryphius-Preis
- 1993 Frankfurter Poetik-Vorlesungen
- 1995 Premiul pentru scriitori al orașului Minden
- 1996 Nikolaus-Lenau-Preis al Künstlergilde Esslingen
- 2002 Dresdner Stadtschreiber
- 2005 Premiul onorific Kester Haeusler al Deutsche Schillerstiftung